# Ljudmila Georgijewna Sykina

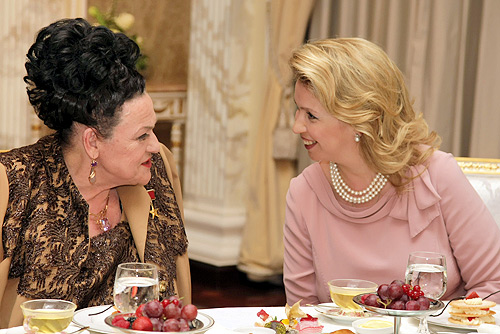
Sykina (links) mit Svetlana Medvedeva im Juni 2009

Ljudmila Georgijewna Sykina (russisch Людми́ла Гео́ргиевна Зы́кина; * 10. Juni 1929 in Moskau; † 1. Juli 2009 ebenda) war eine russische Volkssängerin.

## Leben
Ljudmila Sykina startete ihre Karriere 1947 im Pjatnizki-Chor. Seit 1960 war sie Solokünstlerin. Sykina war eng befreundet mit Jekaterina Furzewa, Mitglied des Politbüros der Kommunistischen Partei der Sowjetunion, und Lieblingskünstlerin von Leonid Breschnew.
Sie erhielt zahlreiche Auszeichnungen, wie 1970 den Leninpreis, 1979 den Leninorden, den Verdienstorden für das Vaterland I. Klasse und den höchsten russischen Orden des Heiligen Andreas des Erstberufenen. 1973 wurde sie Volkskünstlerin der UdSSR und 1987 Heldin der sozialistischen Arbeit. Sie ist Namensgeberin des Asteroiden (4879) Zykina.
Zu den bekannten Liedern von Sykina zählt Es fließt der Fluss Wolga und Orenburger Tuch, dem eine Skulptur Nadeschda Gawrilowna Petinas gewidmet ist.
Sykina starb an den Folgen eines Herzinfarkts.